# صلاح شعراوي
صلاح محمد شعراوي، هو أحد اللذين تقدموا إلى الملكة ناريمان ملكة مصر قبل زواجها من الملك فاروق، وهو ابن قائد الطيران المصري اللواء محمد شعراوي، وكان ضابطًا بالحرس الملكي يحمل رتبة يوزباشي في ذلك الوقت وهي تعادل رتبة نقيب حاليًا، رشح صلاح شعرواي لخطبة ناريمان عمها مصطفى صادق وهو صديق والده محمد شعراوي تعبيرًا عن إعجابه بالشاب والفتاة ومناسبتهما لبعضهما، ولكن الخطبة لم تتم حيث رفضه والدها لا لشخصه ولكن لإنه أعطى كلمة بالزواج لرجل آخر هو الدكتور زكي هاشم بمجلس الدولة، والمفارقة أنه حل هذه الكلمة ليزوجها من فاروق بعد أن تمت خطبتها إليه.